# Елецкий (Липецк)
Еле́цкий — микрорайон в Советском округе Липецка. Расположен рядом со въездом в Липецк со стороны города Елец, к югу от Елецкого шоссе, в основном ограничен улицей Хренникова.
От соседнего микрорайона «Университетский» его отделяет рекреационная зона, в которой планируется сооружение искусственного водоёма и набережной.
Первый камень был заложен 26 июня 2008 года. К 2018 году планировалось построить около 500 тыс. м² жилья.
Для жителей Липецка название микрорайона стало нарицательным из-за обилия высокоэтажных зданий и большой плотности застройки.

## Улицы
- Улица Хренникова: ограничивает микрорайон с южной и западной стороны. Названа в честь композитора Т. Н. Хренникова.
- Улица Осканова: проходит от улицы Хренникова до Елецкого шоссе параллельно улице Артёмова. Названа в честь бывшего начальника Липецкого авиацентра Героя России генерал-майора авиации С. С. Осканова.
- Улица Артёмова: проходит от улицы Хренникова до Елецкого шоссе. Названа в честь бывшего управляющего треста «Промстрой» заслуженного строителя РСФСР В. В. Артёмова.
- Улица Елецкое шоссе, проходит вдоль одноимённого шоссе.

Все эти улицы получили своё название 30 июля 2008 года.

## Транспорт
В микрорайон «Елецкий» ходят автобусы № 7, 7а, 17, 30, 325, 343, 347.